# Holyanna
«Holyanna» es una canción de la banda de rock estadounidense Toto,   escrita por Jeff Porcaro y David Paich, el cual canta la canción. Fue lanzada en enero de 1985 como tercer sencillo de su quinto álbum de estudio Isolation. En Estados Unidos alcanzó el puesto número 71 de la lista Billboard Hot 100.
La letra de la canción describe a una chica que parece vivir entre dos mundos: el de las expectativas convencionales y el de sus deseos personales.
El video musical fue grabado en febrero de 1985 en el New Amsterdam Theater de Nueva York y dirigido por Steve Barron. En 2004 fue incluido en el DVD Past To Present 1977-1990: The Videos.

## Lista de canciones
Sencilo 7"
A "Holyanna" - 3:53
B "Mr. Friendly" - 4:22
Maxi 12"
A "Holyanna" (Álbum Versión) - 4:19
B "Mr. Friendly" - 4:22

## Posicionamiento en listas
| Lista (1985)                       | Máxima posición |
| ---------------------------------- | --------------- |
| Estados Unidos (Billboard Hot 100) | 71              |

## Personal
- David Paich: Teclados y voz principal
- Fergie Fredericksen: Coros
- Steve Lukather: Guitarra, coros
- Jeff Porcaro: Batería
- Steve Porcaro: Teclados
- Mike Porcaro: Bajo